# 13–17 Clyde Street

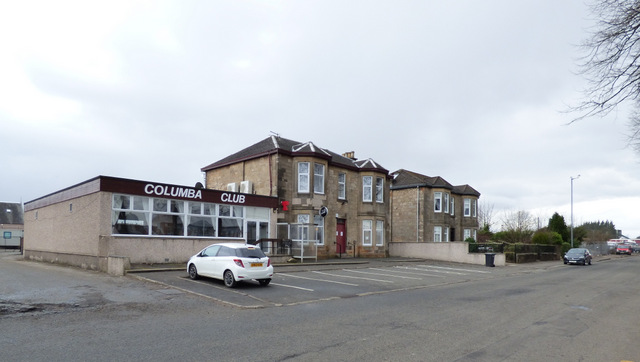
13–17 Clyde Street

Unter der Adresse 13–17 Clyde Street in der schottischen Stadt Renfrew in der Council Area Renfrewshire befinden sich zwei Wohngebäude. 1997 wurden sie als Ensemble in die schottischen Denkmallisten in die Denkmalkategorie C aufgenommen. 2024 wurden die Gebäude abgebrochen und der Denkmalschutz folglich aufgehoben.

## Beschreibung
Die Gebäude befinden sich an der Clyde Street im Norden der Stadt am Ufer des Clyde. Direkt östlich liegt der ebenfalls denkmalgeschützte Gastronomiebetrieb Ferry Inn. Die zweistöckigen Häuser stammen aus dem früheren 19. Jahrhundert. Während an den nordexponierten Frontseiten zu Quadern geschlagener Sandstein verwendet wurde, ist an den sonstigen Gebäudeseiten vermehrt unregelmäßiger Bruchstein verbaut. Die zweiflügligen, hölzernen Eingangstüren sind mittig angeordnet. Nahe beiden Gebäudekanten treten jeweils Ausluchten über beide Stockwerke hervor. Die Gebäude schließen mit Walmdächern ab.